# Tomáš Sivok
Tomáš Sivok (Pelhřimov, República Checa, 15 de septiembre de 1983) es un futbolista checo retirado. Jugaba como defensor central pero también pudo jugar como mediocampista defensivo. Actualmente trabaja como director deportivo del České Budějovice.

## Selección nacional
Debutó con la selección de fútbol de la República Checa el 3 de septiembre de 2005 contra la selección de fútbol de Rumania por la Clasificación de UEFA para la Copa Mundial de Fútbol de 2006, donde el seleccionado checo perdió 2 a 0. En toda su carrera internacional jugó 64 partidos anotando 5 goles en ellos.

## Clubes
| Club                       | País            | Año       |
| -------------------------- | --------------- | --------- |
| SK Dynamo České Budějovice | República Checa | 2000-2002 |
| Sparta de Praga            | República Checa | 2002-2003 |
| SK Dynamo České Budějovice | República Checa | 2003      |
| Sparta Praga               | República Checa | 2004-2006 |
| Udinese Calcio             | Italia          | 2007      |
| Sparta Praga               | República Checa | 2008      |
| Besiktas JK                | Turquía         | 2008-2015 |
| Bursaspor                  | Turquía         | 2015-2017 |
| Maccabi Petah-Tikvah       | Israel          | 2017-2019 |
| SK Dynamo České Budějovice | República Checa | 2019-2020 |

## Palmarés

### Sparta Praga
- Liga de Fútbol de la República Checa (2): 2002-03, 2004-05.
- Copa de la República Checa (3): 2004-05, 2005-06, 2007-08.

### Beşiktaş
- Superliga de Turquía (1): 2008-09.
- Copa de Turquía (2): 2008-09, 2010-11.

- Datos: Q299762
- Multimedia: Tomáš Sivok / Q299762